# پرواز شماره ۴۱۱ بریتیش یوروپین ایرویز
پرواز شماره ۴۱۱ بریتیش یوروپین ایرویز (به انگلیسی: British European Airways Flight 411) یک پرواز شرکت بریتیش یوروپین ایرویز از آمستردام، هلند به مقصد منچستر بود که در آن ۱۵ مسافر و ۵ خدمه حضور داشتند، در تاریخ ۱۴ مارس ۱۹۵۷ در ویتنشاو، منچستر دچار سانحه شد و ۲۲ نفر از جمله ۲ نفر بر روی زمین جان باختند.